# Wiktorija Wiktorowna Listunowa

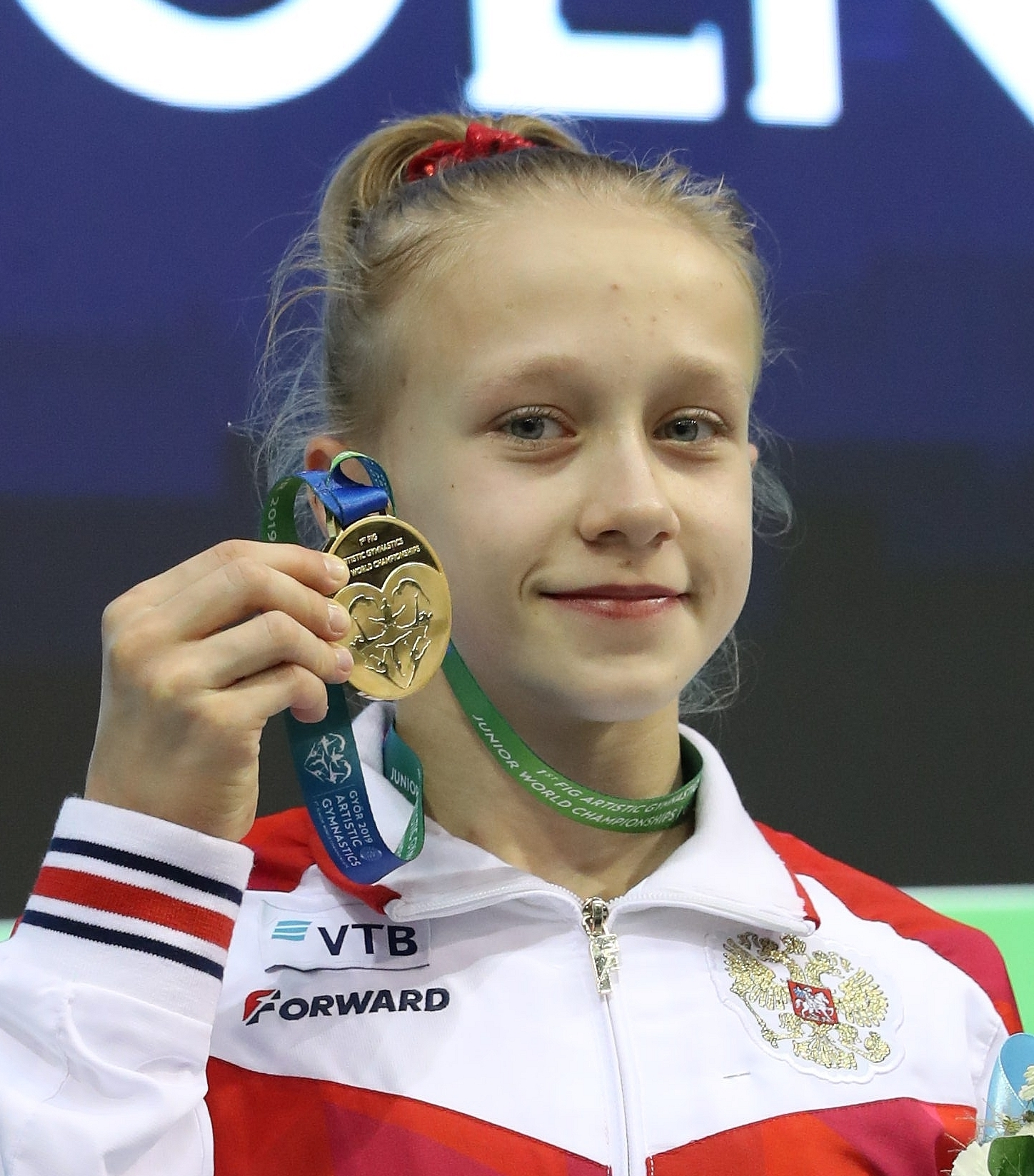
Wiktorija Listunowa bei der Junioren-Weltmeisterschaft 2019

Wiktorija Wiktorowna Listunowa (russisch Виктория Викторовна Листунова; * 12. Mai 2005 in Moskau) ist eine russische Kunstturnerin. Sie war Mitglied des Teams, das bei den Olympischen Spielen 2020 Gold gewann. Ebenfalls die Goldmedaille gewann sie mit dem russischen Team bei den ersten Junioren-Weltmeisterschaften. Individuell ist sie die Junioren-Mehrkampf- und Bodenmeisterin 2019, die Mehrkampf-Europameisterin 2021 und die russische Meisterin 2021.

## Leben
Listunowa wurde 2005 in Moskau geboren. Im April 2018 trat sie in der russischen Talentshow Blue Bird auf.

## Turnkarriere

### Junior

#### 2018
Listunowa gab ihr internationales Debüt bei International Gymnix im März 2018, wo sie hinter Zoé Allaire-Bourgie aus Kanada und Asia D’Amato aus Italien den dritten Platz belegte.  Während des Event-Finales belegte sie den achten Platz im Sprung, den zweiten Platz am Stufenbarren hinter ihrer Landsfrau Jelena Gerassimowa, den sechsten Platz am Schwebebalken und gewann Gold am Boden. Im Juni nahm sie an den russischen nationalen Meisterschaften teil. Sie gewann Gold im Mehrkampf, am Stufenbarren und Boden. Sie gewann Silber am Sprung hinter Angelina Kosynkina und Bronze am Schwebebalken hinter Julia Nikolayeva und Sofia Koroleva. Im Dezember 2018 nahm Listunowa am Voronin Cup teil, wo sie Silber im Mehrkampf hinter Wladislawa Urasowa gewann. Sie gewann Silber am Boden hinter Urasowa, Bronze am Sprung hinter Urasowa und Darya Yassinskaya aus Kasachstan und belegte am Stufenbarren den vierten Platz.

#### 2019
Listunowa nahm an der City of Jesolo Trophy 2019 teil. Sie half Russland, Gold vor den Vereinigten Staaten zu gewinnen. Im Gerätefinale belegte sie den zweiten Platz im Sprung und den ersten Platz am Schwebebalken und Boden. Im Mai nahm sie an den russischen Nationalmeisterschaften teil, bei denen sie im Mehrkampf hinter Wladislawa Urasowa Silber gewann. Sie qualifizierte sich auch für drei Gerätefinale, bei denen sie Silber am Sprung, Gold am Boden und Bronze am Schwebebalken gewann.
Ende Juni nahm Listunowa neben Wladislawa Urasowa und Jelena Gerassimowa an der Eröffnungsveranstaltung der Junioren-Weltmeisterschaften im Kunstturnen 2019 teil. Zusammen gewann das Team Gold mit 2,157 Punkten Vorsprung auf das zweitplatzierte China. Im Einzel gewann sie Gold bei den Junioren-Weltmeisterschaften im Kunstturnen 2019 und qualifizierte sich für die Gerätefinale am Boden, Stufenbarren und Sprung. Am ersten Tag der Gerätefinale wurde sie Achte am Sprung und gewann Silber auf Stufenbarren hinter Teamkollegin Urasowa. Am zweiten Finaltag gewann Listunowa Gold am Boden und war die einzige Teilnehmer, die über 14 Punkte erzielte.
Im Juli nahm Listunowa neben Jana Worona und Irina Komnowa im Gerätturnen an den Jugend-Europaspielen 2019 teil. Während sie dort Russland half, das Gold im Teamfinale zu gewinnen, qualifizierte sie sich im Einzel als Erste im Mehrkampf. Während des Mehrkampffinales platzierte sie sich erneut an erster Stelle vor Ondine Achampong von Großbritannien und Worona. Während der Gerätefinals gewann sie Gold am Sprung, Stufenbarren und Boden und wurde Siebte am Schwebebalken, nachdem sie beim Hockbücksprung gestürzt war.
Im November trat Listunowa im Elite Gym Massilia an, wo sie hinter Worona den zweiten Platz im Mehrkampf belegte, den ersten Platz am Boden und den fünften Platz am Schwebebalken.

Wiktorija Listunowa bei der Junioren-Weltmeisterschaft 2019
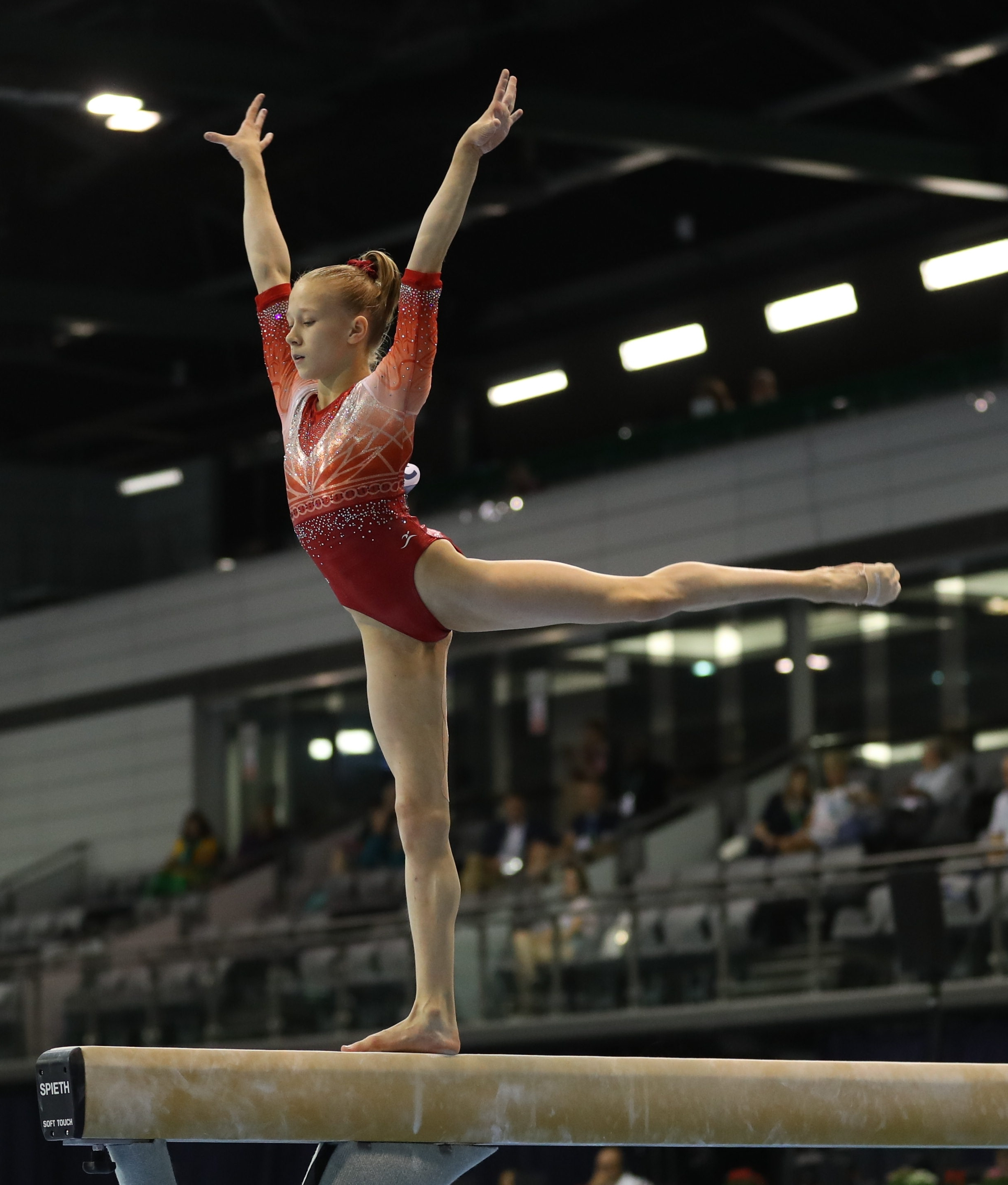
Am Schwebebalken im Mehrkampf,
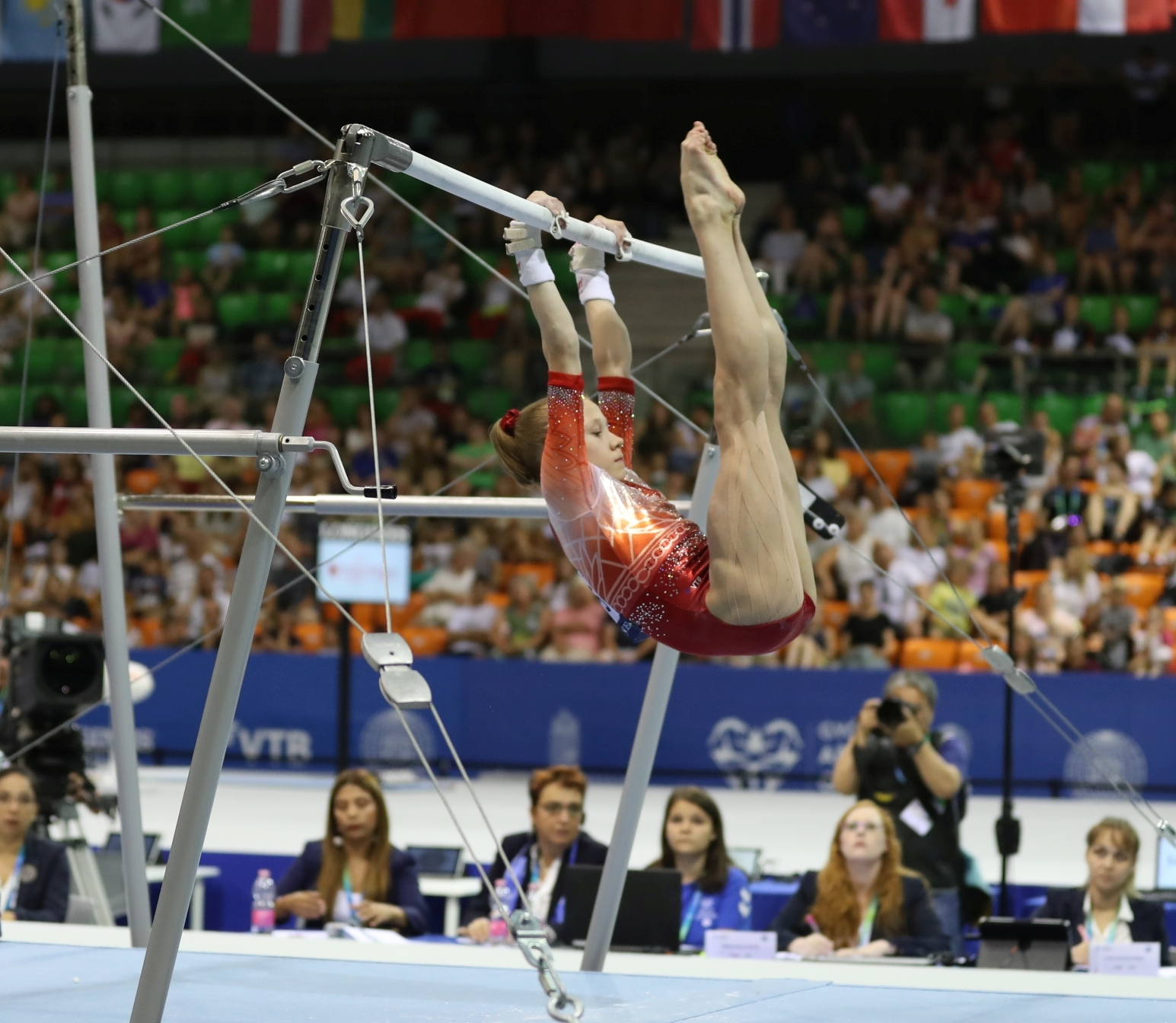
im Schewbebalken-Gerätefinale sowie
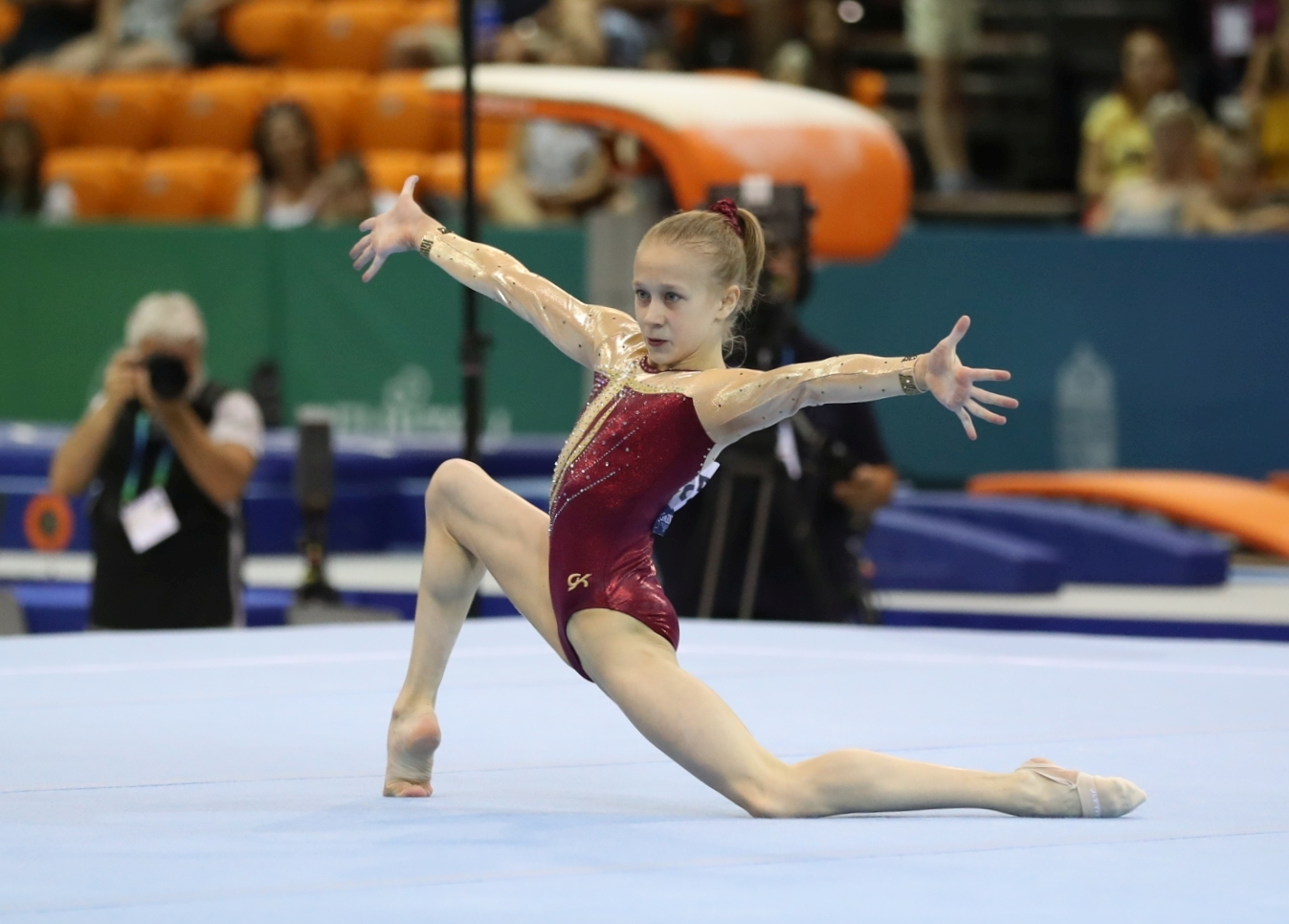
im Boden-Gerätefinale.

### Seniorin

#### 2021
Listunowa wurde 2021 Seniorin und gab ihr Seniorendebüt bei den Russischen Meisterschaften für Kunstturnen im März 2021. Sie beendete die Qualifikation mit einer Punktzahl von 57,566, der höchsten des Tages. Während des Mehrkampffinales erhielt sie eine 56,598, die zweithöchste Wertes des Tages hinter Wladislawa Urasowa. Die Summe beider Wettkampfteile war bei ihr jedoch höher, sodass sie die russische nationale Meisterin wurde. Sie gewann Gold am Schwebebalken und Silber am Stufenbarren (hinter Urasowa), Sprung und Boden (hinter Angelina Melnikowa).
Im April wurde bekannt gegeben, dass Listunowa bei den Europameisterschaften für Kunstturnen 2021 in Basel neben Melnikowa, Urasowa und Jelena Gerassimowa ihr internationales Debüt als Seniorin geben wird. Während der Mehrkampfqualifikation wurde Listunowa nova Zweite hinter Melnikowa. Durch ihre Platzierung sicherte Listunowa einen zusätzlichen Platz für russische Athleten bei den Olympischen Sommerspielen 2020 in Tokio. Listunowa qualifizierte sich auch für das Finale am Boden.

## Kontroverse
Wenige Wochen nach dem Beginn der Invasion Russlands in die Ukraine nahm Listunowa an einer vom Kreml organisierten Propagandshow am Jahrestag der Krim-Annexion teil.
Wegen dieser und der Teilnahme an einer Siegesparade erhielt Listunowa keinen Status als neutrale Turnerin.